# French press

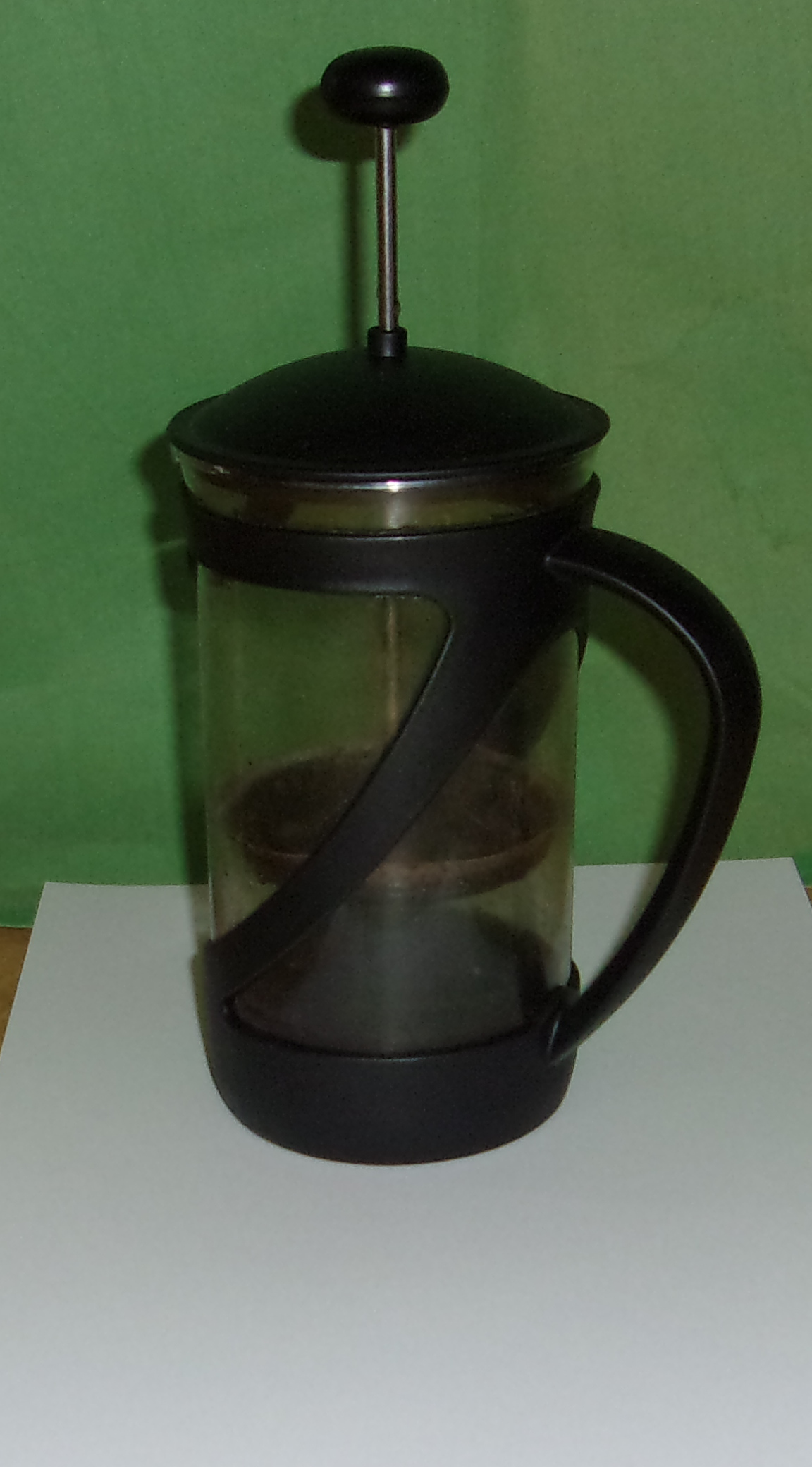
Kávová konvice frenchpress

French press je konvice pro přípravu kávy bez zrníček. První pokusy o filtrovanou kávu se objevily již kolem roku 1800, ale to není nikterak historicky doloženo. Pak se filtrovaná káva objevila v napoleonské Francii v 19. století. Ale první patent na French press pochází překvapivě z Itálie,
z 30. let dvacátého století a o pár let později se přístroj rozšířil do všech kaváren a většiny domácností.
V konvici se dá připravovat také čaj, ale je ji třeba důkladně vymýt, aby se chutě neovlivňovaly.

## Historie
French press si nechal patentovat italský designér Attilio Calimani v roce 1929. Po druhé světové válce se rozšířil v Evropě. Falerio Bondani si po několika úpravách patentoval svou verzi v roce 1958 a zahájil výrobu ve francouzské klarinetové továrně, nazval ji Martin SA a vydal ji pod značkou „Melior“. Zařízení bylo později v Evropě zpopularizováno britskou společností Household Articles Ltd. a dánskou společností pro příbory a kuchyňské nádobí Bodum.

## Galerie

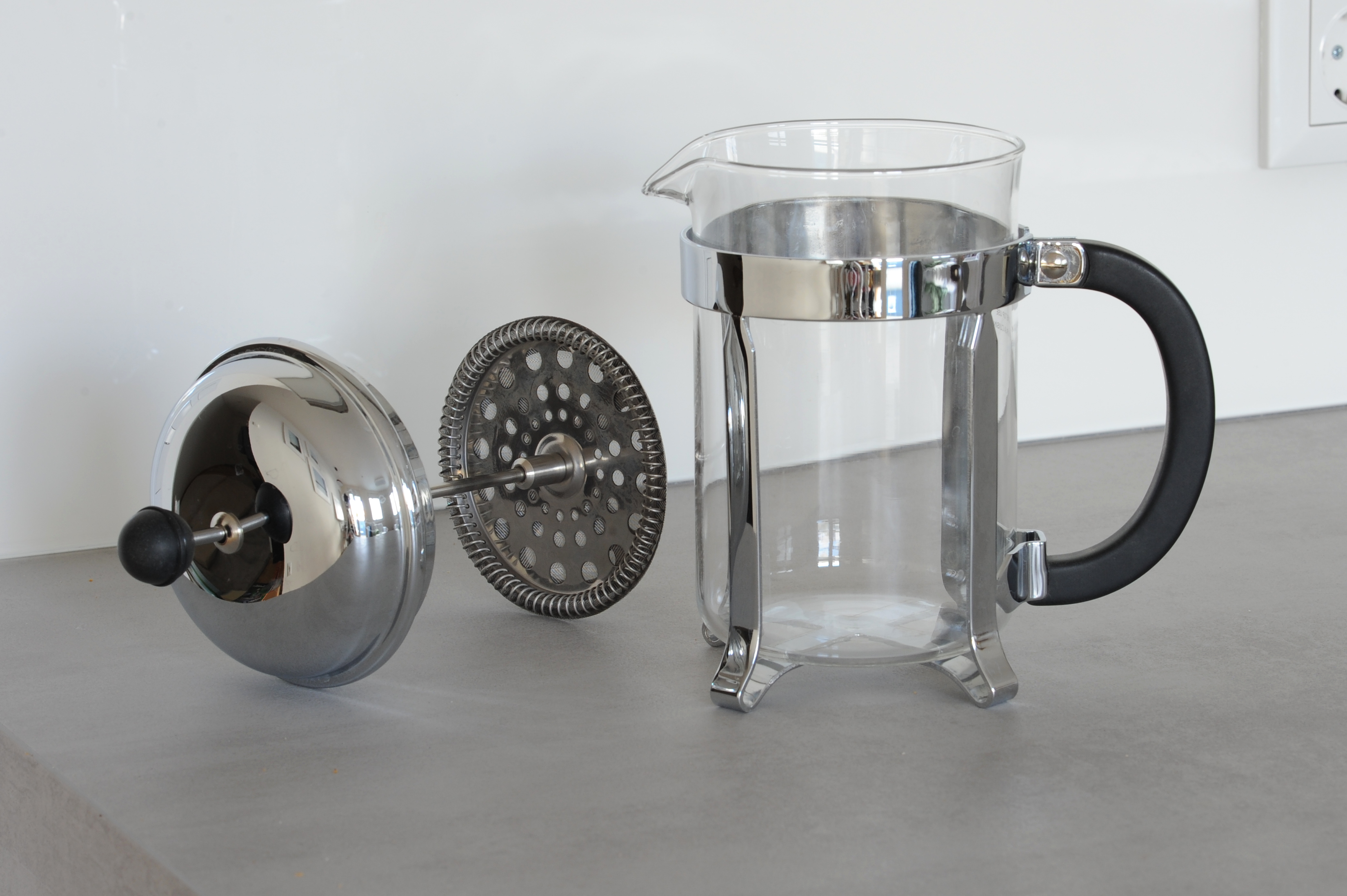
píst oddělený od nádobky
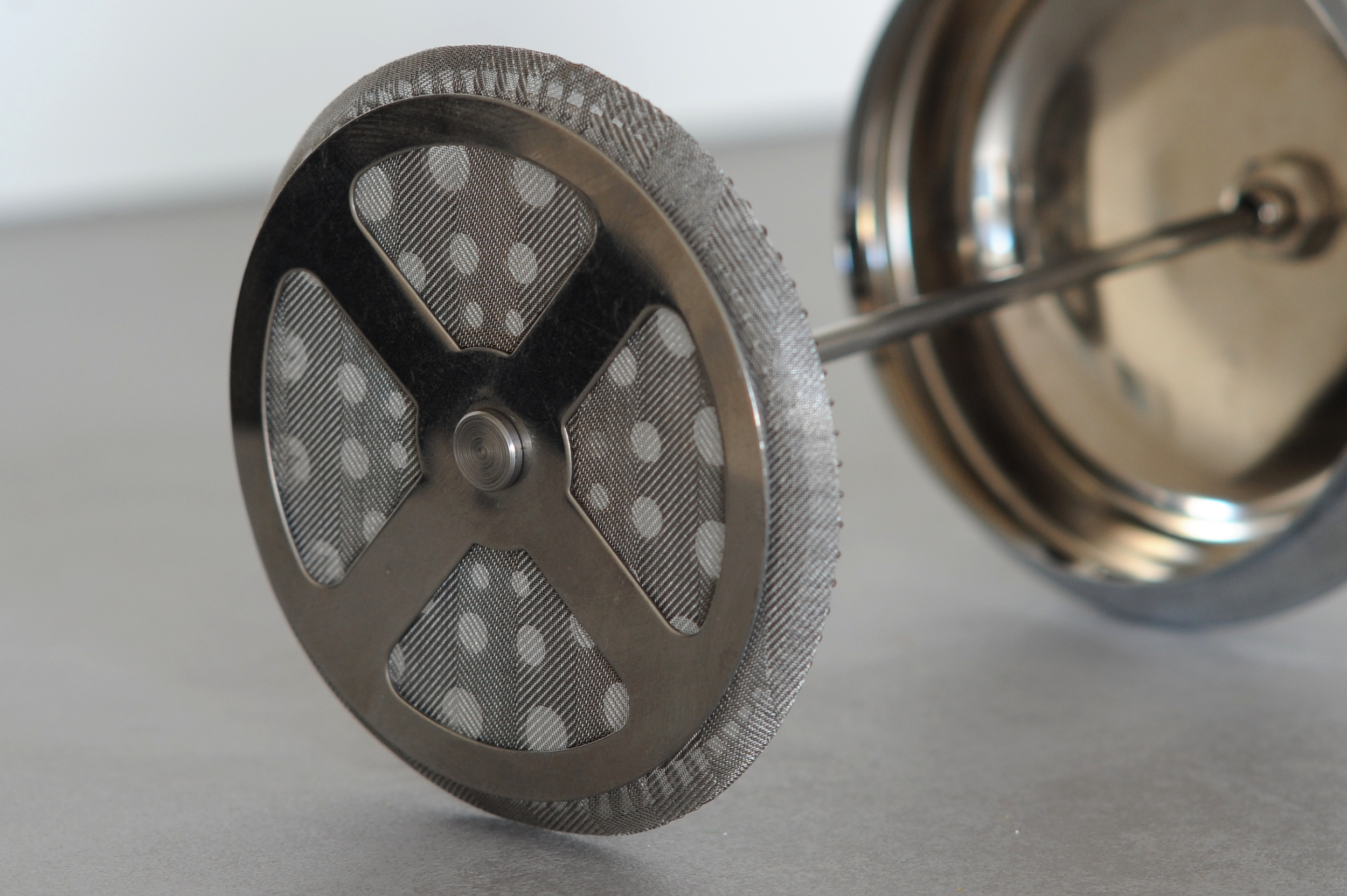
spodní strana filtru
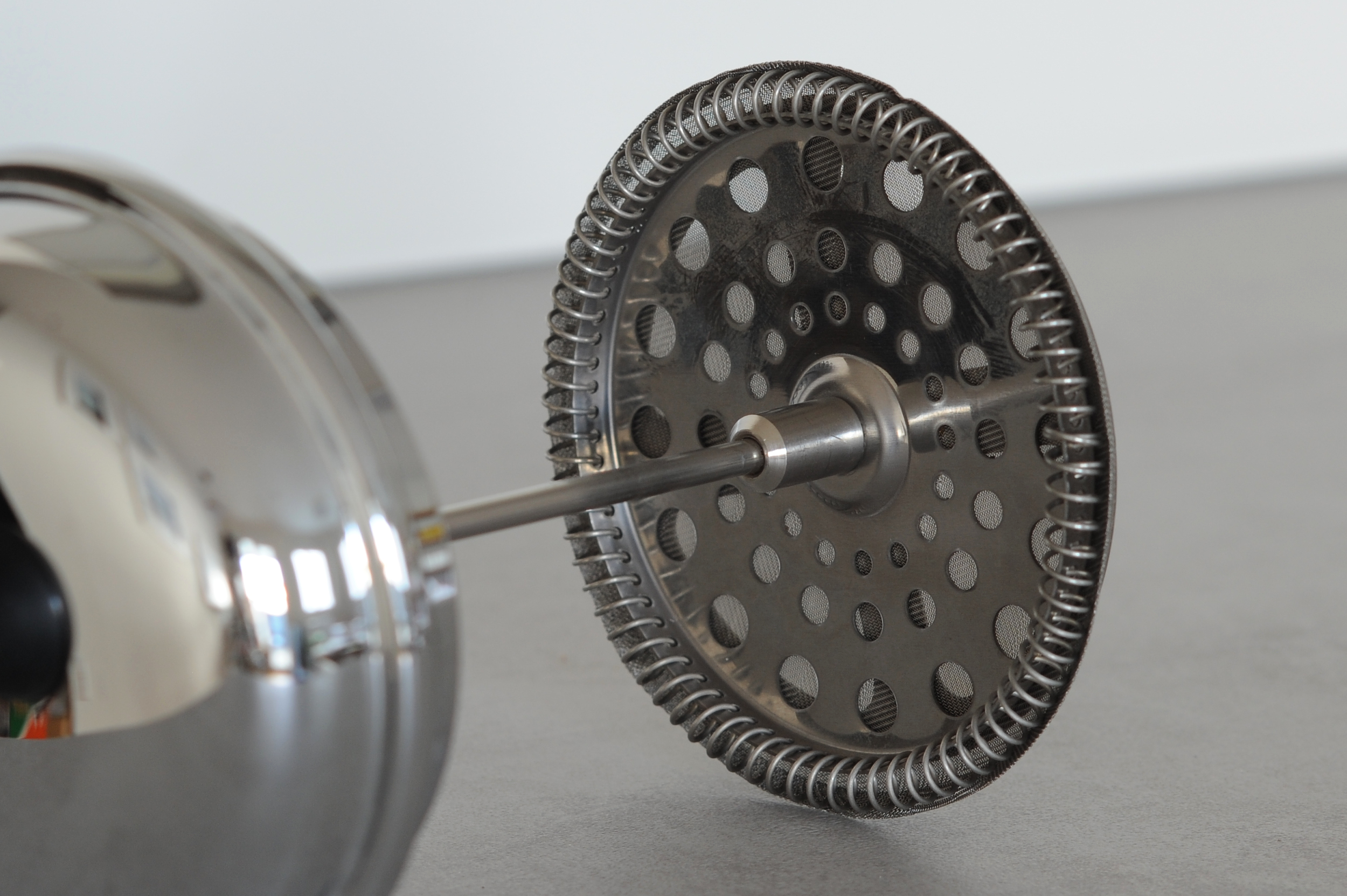
horní strana filtru